# Аммонітяни

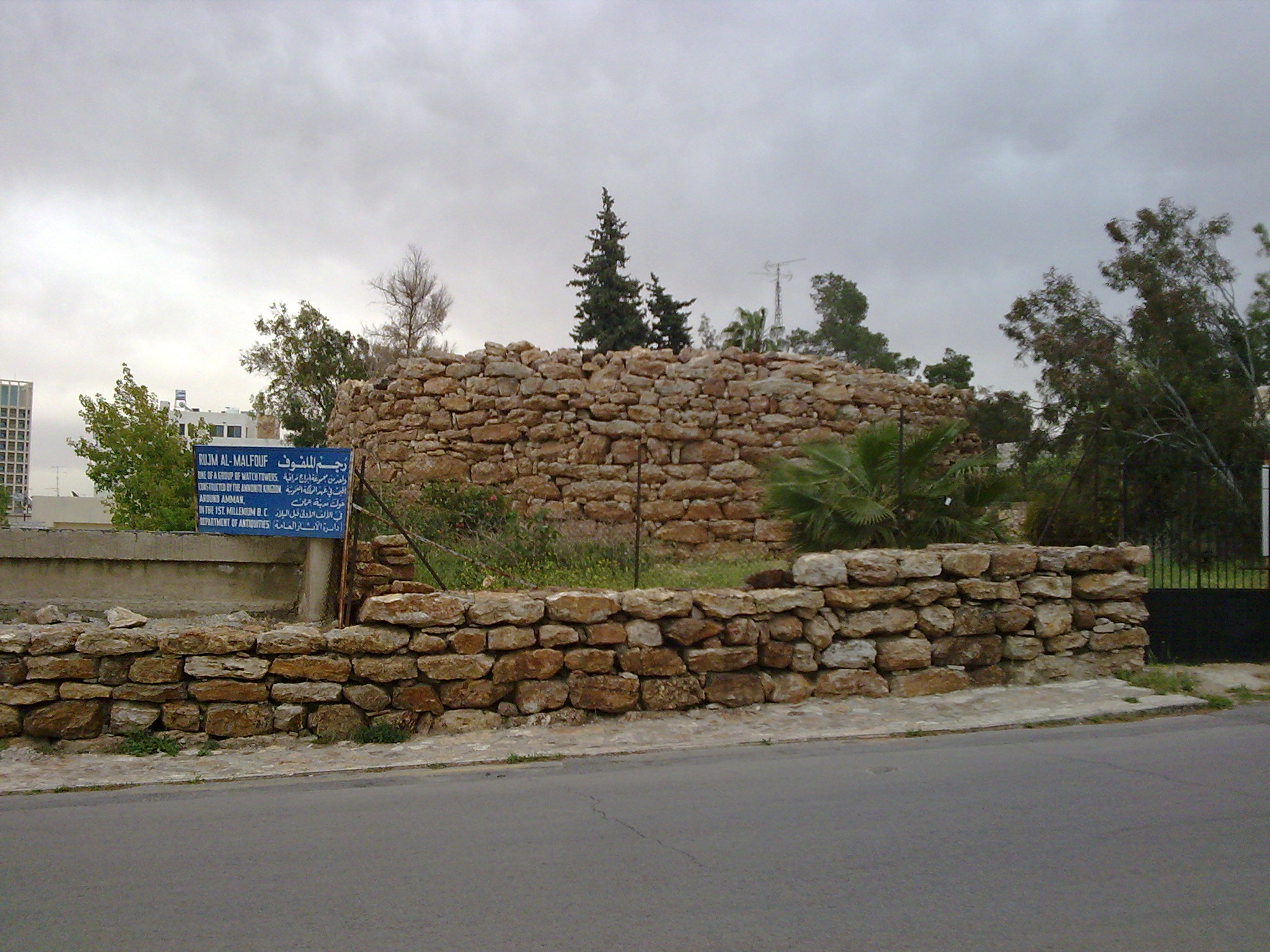
Руїни, імовірно, сторожової вежі аммонітів в Аммані

Аммонітяни (івр. עַמּוֹן, також аммоніти) — семітський народ, що у давнину жив на східному березі Йордану до меж Аравії (сучасна Йорданія). Їхнім головним містом був Раббат-Аммон (нині Амман), відомий грекам та римлянам під назвою Філадельфії. Біблія каже, що головним божеством аммонітян був Малк (Молох), якому приносились людські жертви.
Відповідно до Біблії, аммонітяни походили від Аммона, сина Лота від його власної дочки(1 М. 19:30—38).

## Історія
Відповідно до Біблії аммонітяни винищили велетнів замзумімів та взяли їхню країну, на схід від Юдеї (5 М. 2:19-21), між річками Арноном та Явоком, й оселились на схід від Йордану та Мертвого моря до самої Аравії. Їхня столиця Равва (Равва Аммонітська), була розташована біля річки Явока.
Під час завоювання Ханаану євреї, які вийшли з Єгипту, не стикались з аммонітянами, але ще раніше сусідні амореї забрали у них частину їхніх володінь до річки Явок, а євреї Мойсея, перемігши амореїв, заволоділи й колишніми аммонітськими містами, які серед інших були розподілені між трьома родинами. Це стало причиною ворожнечі та постійних сутичок, що упродовж століть існувала між євреями та аммонітянами. У тих сутичках аммонітяни завжди зазнавали поразки. Їх перемагали послідовно Їфтах (Суд. 11), Саул (1 Сам. 11), Давид (2 Сам. 10), Йосафат (2 Хр. 20) та Йотам (2 Хр. 27:5). Переможені аммонітяни сплачували данину переможцям, але остаточно не скорились та за нагоди намагались помститись. Так, вони допомагали ассирійцям під час руйнування Ізраїльського царства (720 до н. е.) та халдеям під час знищення Юдейського царства (598 до н. е.) (2 Цар. 24:2). Коли Гедалія почав збирати навколо себе рештки розбитого народу, Бааліш, цар аммонітян, підіслав до того убивць (Єр. 40:14) та після скоєння убивства сховав їх у себе (Єр. 41:15). Далі, аммонітяни були серед ворожих народів, хто опирався реставрації Єрусалима (585 до н. е.) після повернення євреїв з Вавилона (Неем. 4:7) та бились з євреями ще за часів Макавеїв (1 Мак. 1:6).
Аммонітяни також згадуються ще у II столітті н. е. неодноразово у Мішні та у Юстина Мученика у його Dialogus cum Tryphone ludaeo (272); потім назва зникла з історії, а вже Ориген (Йов 1) позначав країну аммонітян загальною назвою — Аравія.
Аммонітяни спілкувались аммонітською мовою.